# Портс-де-Тортоза-Безейт
Портс-де-Тортоза-Безейт (каталонское произношение: [ˈpɔɾdz ðə tuɾˈtozə βəˈzejt]), также известна как Порта-Де-Бесеит (Ports de Beseit), или просто как Элс Портс (Els Ports) или Ло Порт (местное название) — известняковый горный массив, расположенный на северо-восточной оконечности Иберийской горной системы, сложная система горных хребтов и массивов в центральной части Пиренейского полуострова. Самая высокая точка гора Монт-Кару высотой 1447 м. В горах массива находится исток рек Матаррания и Сения.

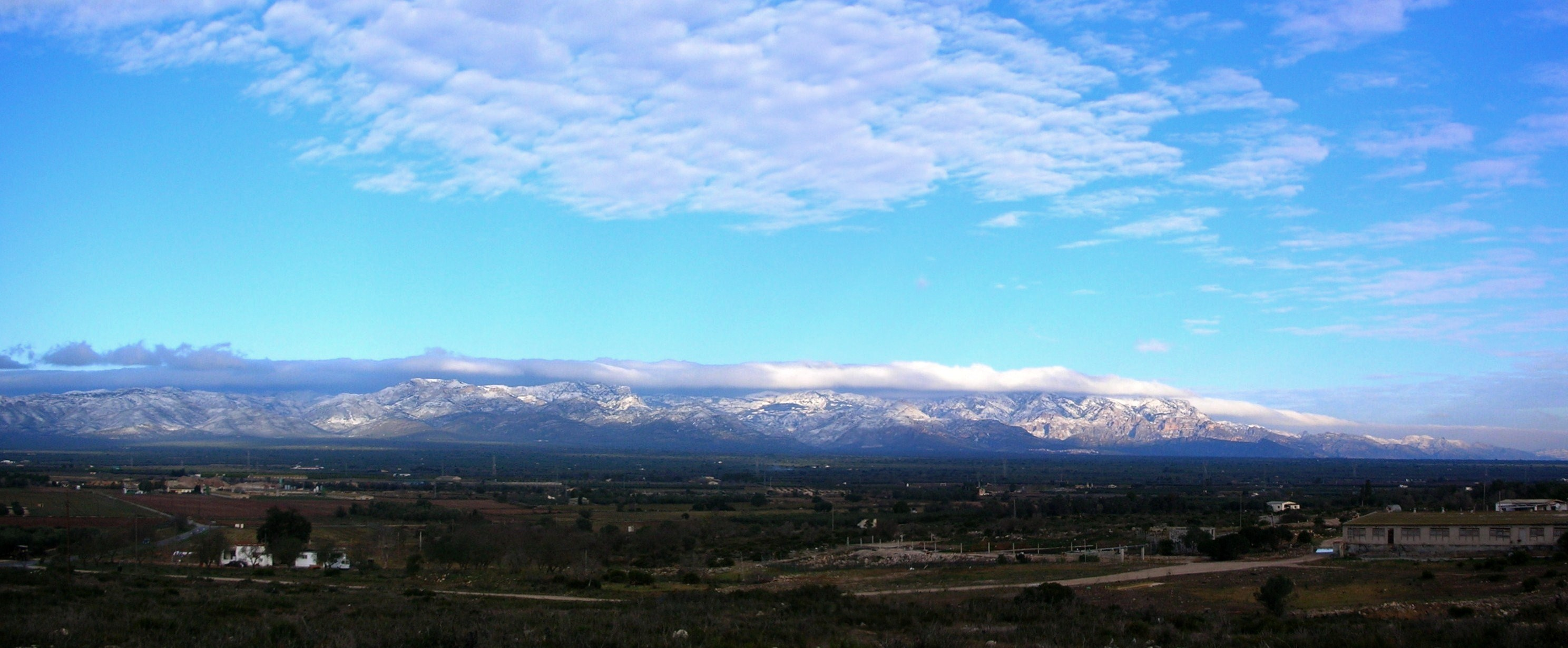
Элс Портс, покрытый снегом

## Описание
К массиву относится пик Трёх королей высотой 1350 м, где сходились границы древних королевств Валенсии, Каталонии и Арагона, здесь установлен тур, обозначивший место встречи королевств Арагонской короны.
Портс-де-Тортоза-Безейт в основном известняковый массив со множеством крутых скал, зубчатых вершин, глубоких долин, валов и пещер. Район малообитаем, за исключением небольших деревень. Эти горы были одним из последних оплотов испанских Маки в 1940-х и 50-х годах.

## Экология
В данных горах расположена одна из самых больших колоний европейских белоголовых сипов. Также здесь обитают пиренейские козероги, косули, кабаны, европейские барсуки, обыкновенные генеты, серые трясогузки и другие животные. Среди водных животных в некоторых реках встречаются форель и амфибии, такие как мраморный тритон.
Растительность Элс Портс богата и разнообразна. Помимо средиземноморских видов, есть также виды, относящиеся к альпийской флоре и более холодным умеренным горным регионам и долинам.

## Горный хребет
Массив Портс-де-Тортоза-Безейт состоит из нескольких горных хребтов. Хребет Серра-дель-Эспина, расположенный на северном конце массива, соединяется с Каталонским Приморским хребтом.

## Охраняемые районы
На горном массиве открыты два природных парка:
- Природный парк «Els Ports» (Parc Natural dels Ports), на каталонской стороне;
- Природный парк «Tinença de Benifassà» (Parc Natural de la Tinença de Benifassà) на валенсийской стороне.

## Галерея

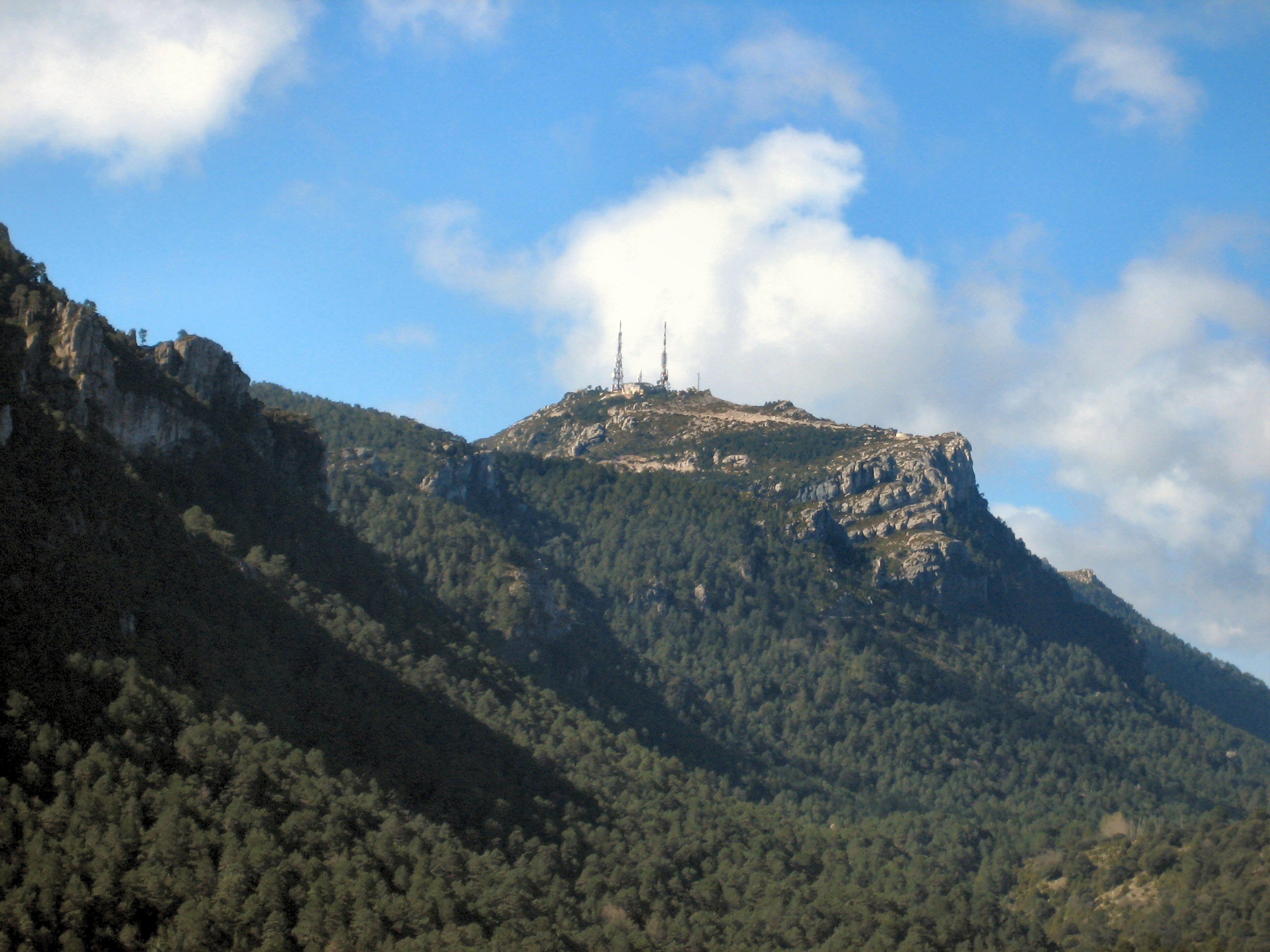
Монт-Кару, наивысшая точка массива
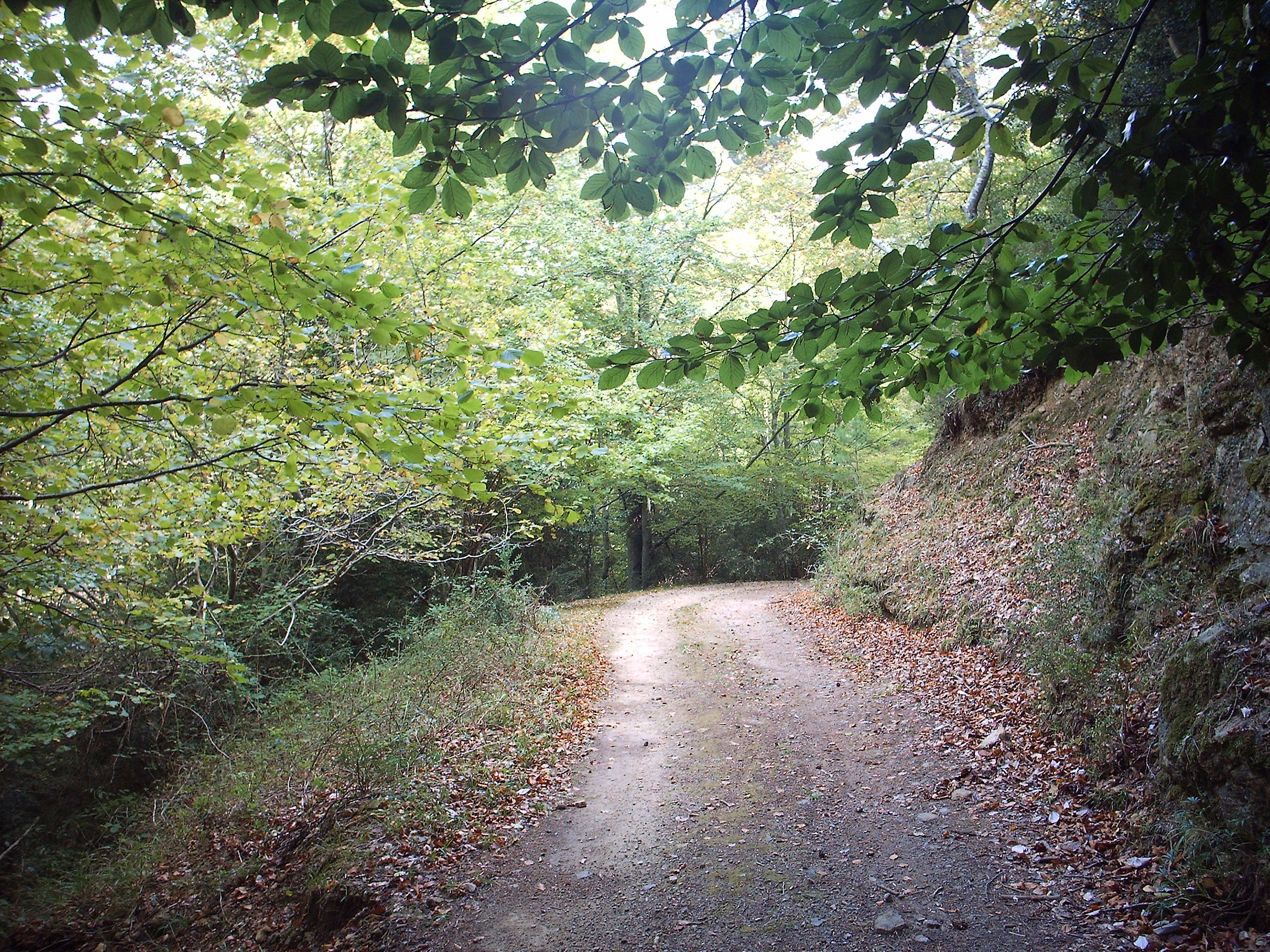
Буковый лес на территории национального парка
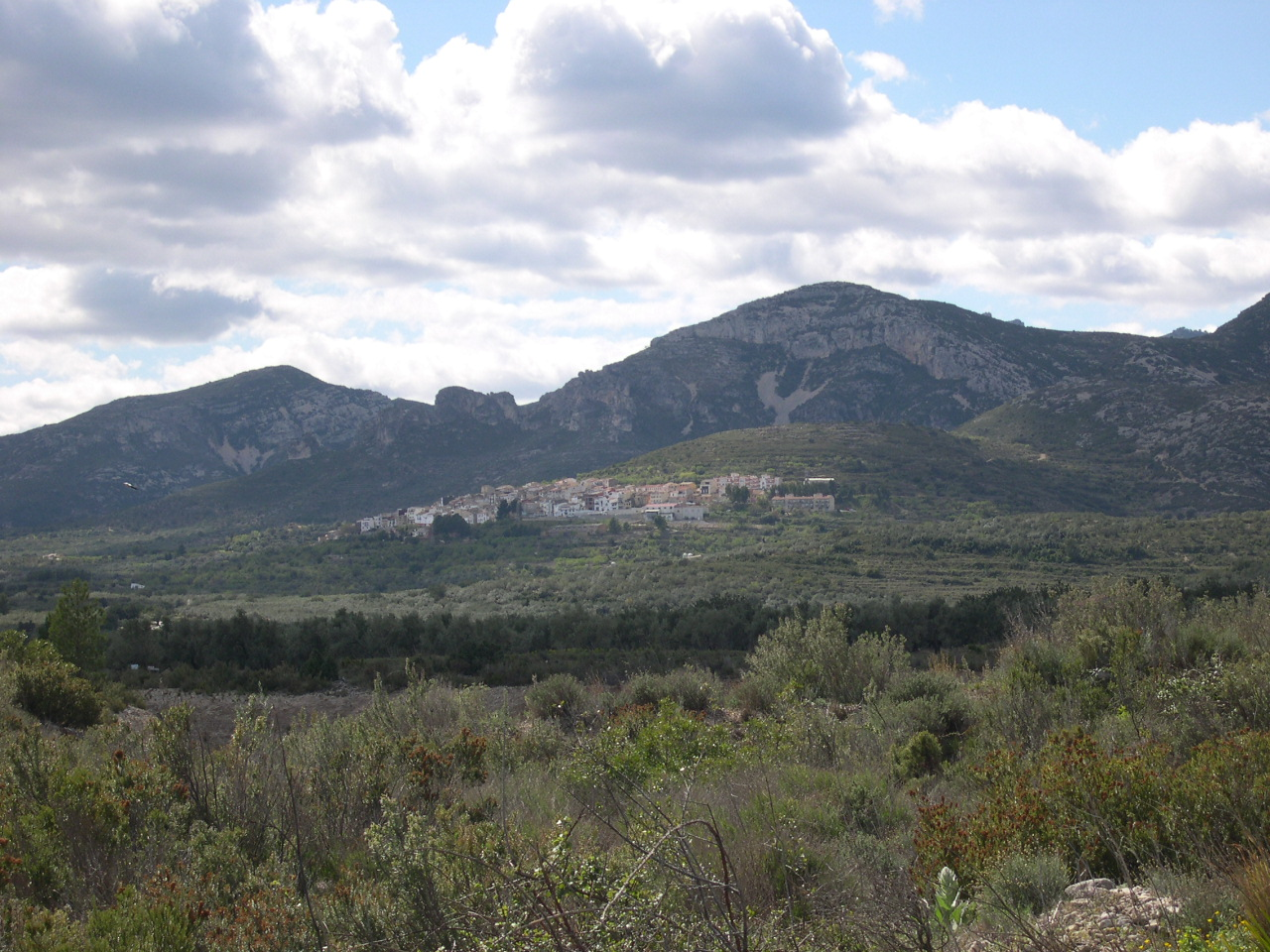
Mas de Barberans, город, расположенный у подножия восточного края массива
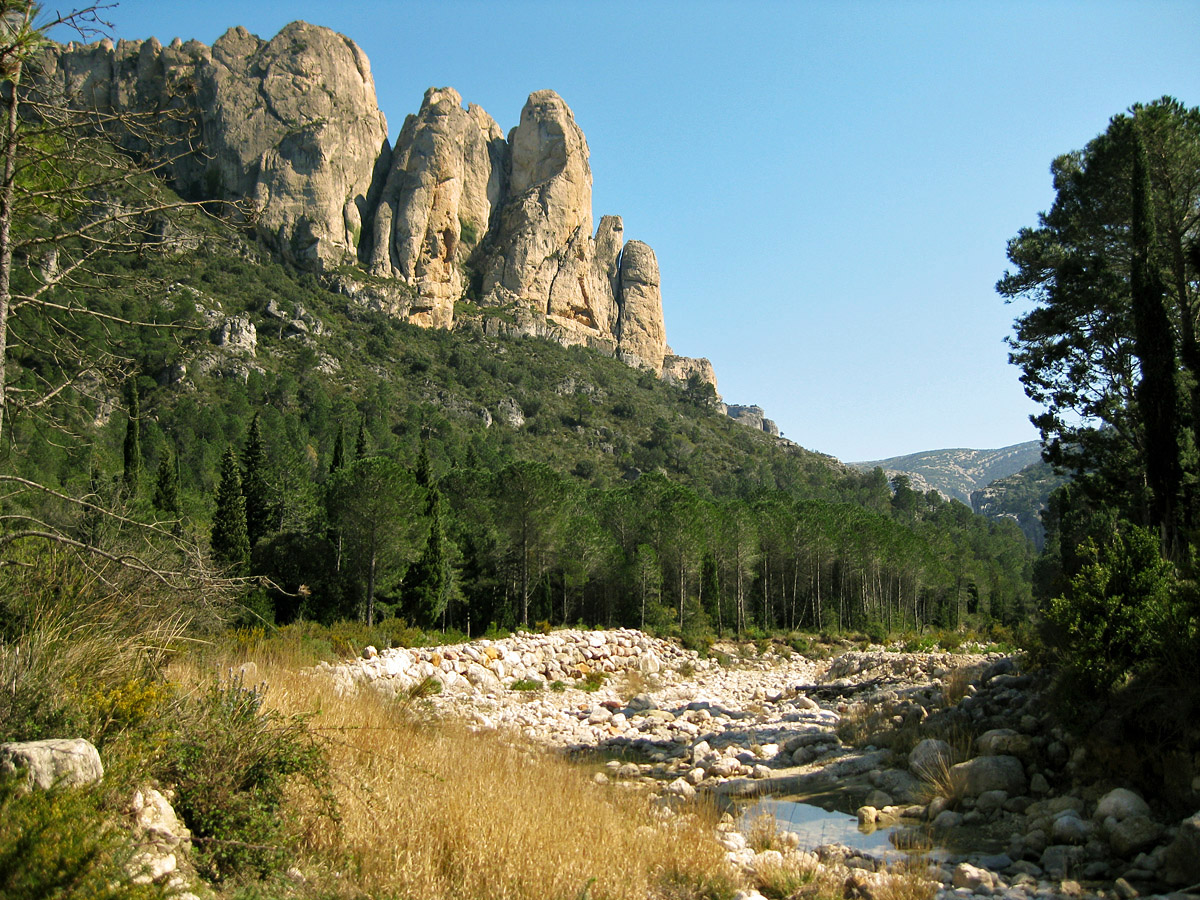
Горная река в «Ла Валь» (La Vall) в административном округе Мас-де-Барберанс
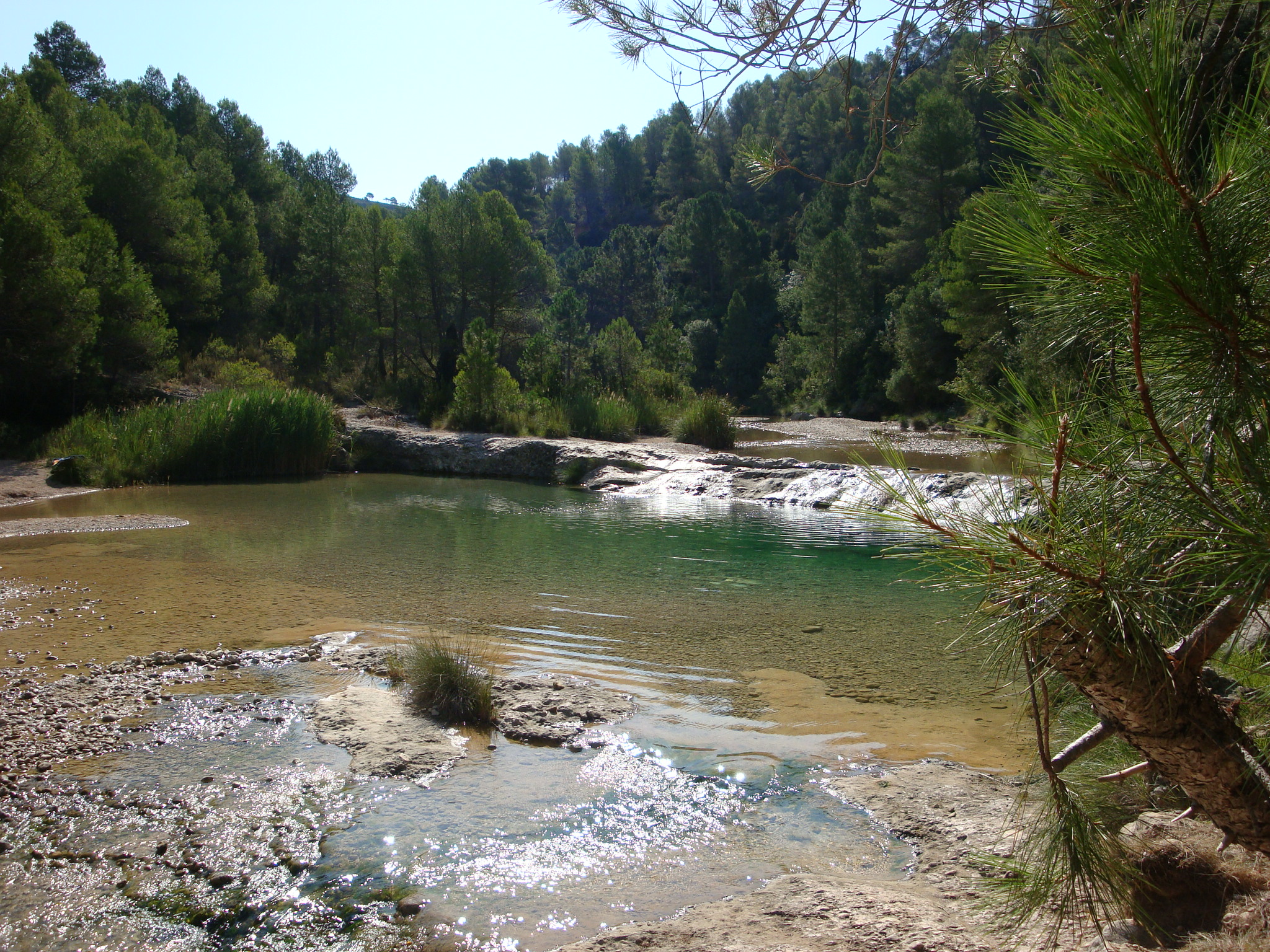
Река Ulldemó на западном крае массива
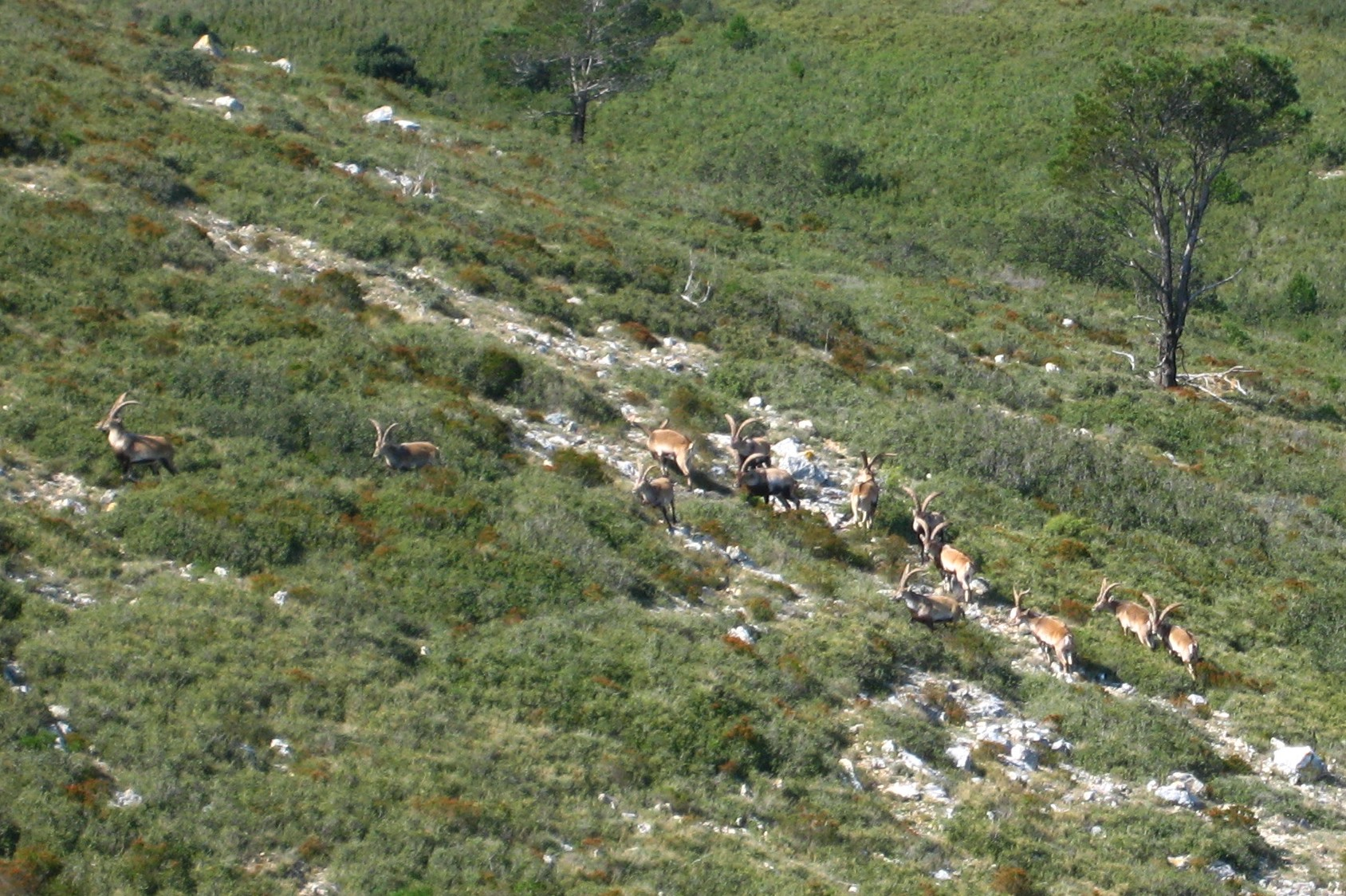
Пиренейский козел на Портс-де-Тортоза-Безейт
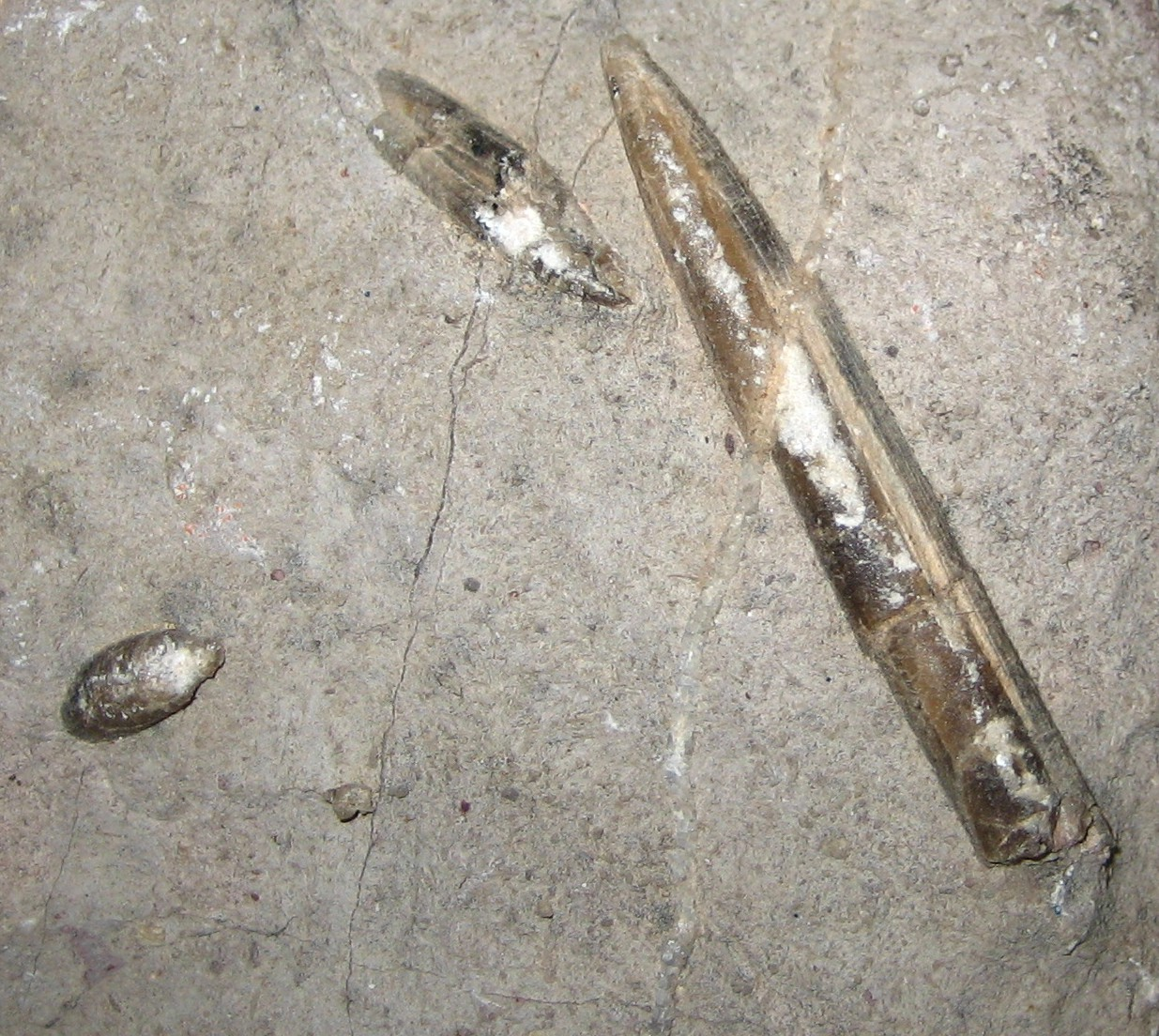
Окаменелостибелемнитов, найденные в "Ле Фуа" (Les Foies), на Серра-дель-Эспина, близ Альфара-де-Карлес
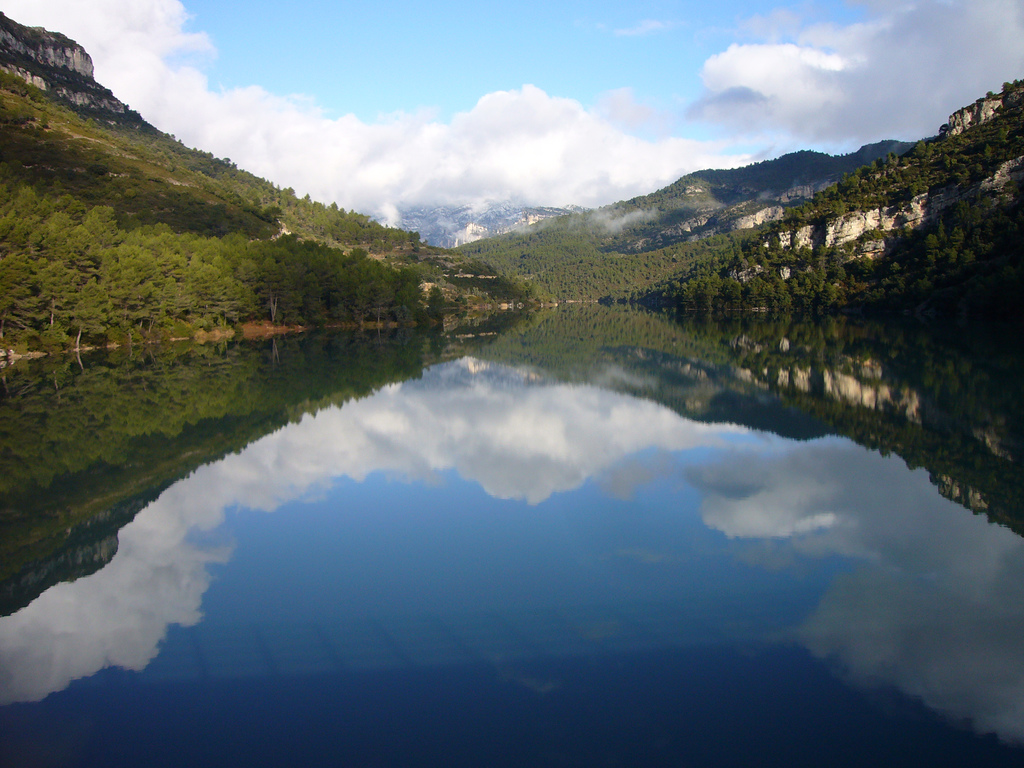
Водохранилище Ulldecona на территории природного парка Тиненса-де-Бенифасса
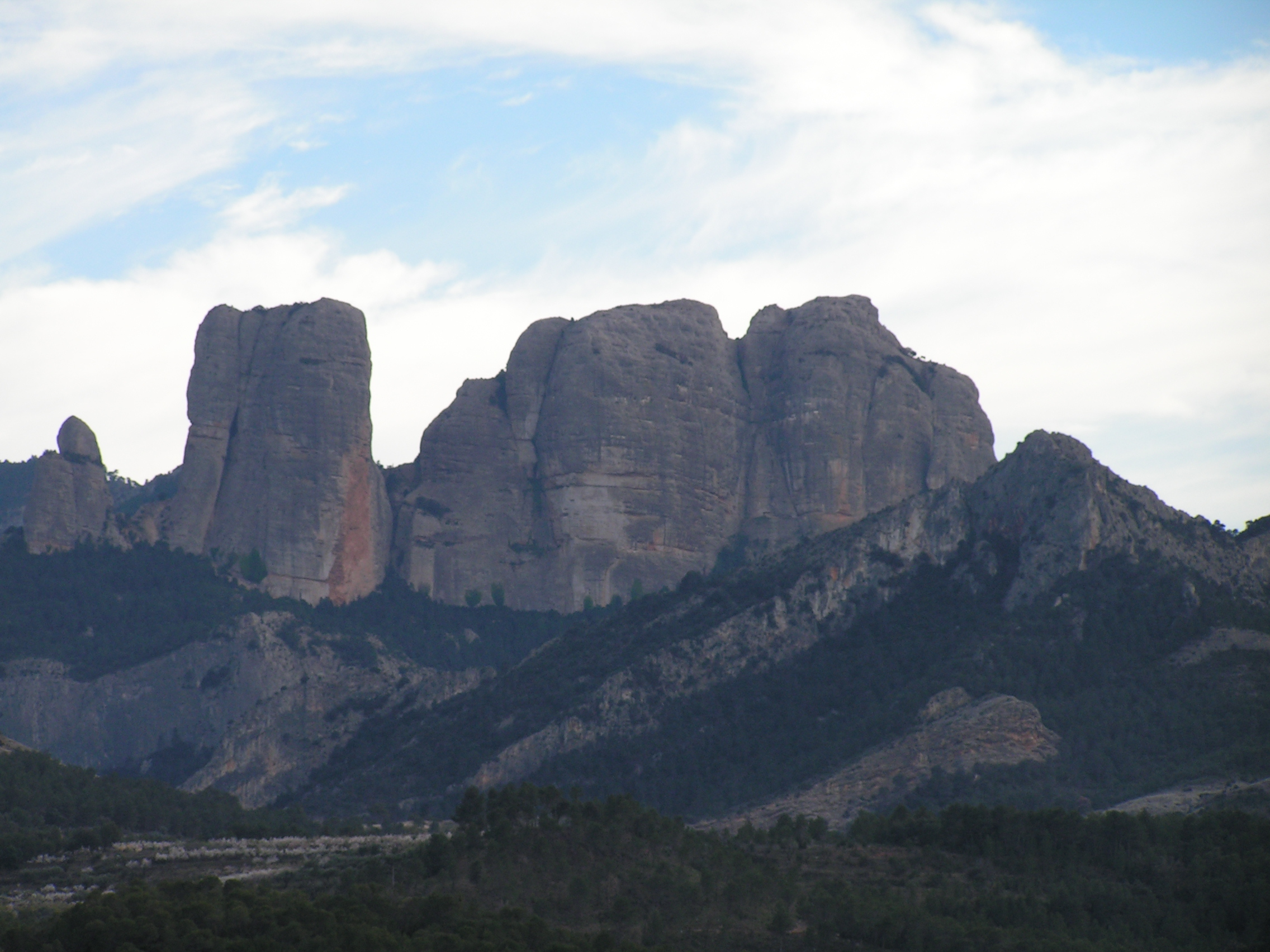
Roques de Benet возле Арнеса, Терра-Альта